# Prąd Wschodniomadagaskarski
Prąd Wschodniomadagaskarski (dawnej Prąd Madagaskarski) – ciepły prąd morski w zachodniej części Oceanu Indyjskiego, opływający od wschodu Madagaskar z prędkością 2–3 km/h. Należy do podzwrotnikowego systemu cyrkulacji wód i podobnie jak Prąd Agulhas jest uformowany przez Prąd Południoworównikowy.